# Крушение баркаса «Четвёртый»
Крушение баркаса «Четвёртый» — кораблекрушение, произошедшее 9 июля 1933 года на реке Волге в Ярославле.

## Обстоятельства
В Ярославле на тот момент имелся всего один пассажирский баркас — «Четвёртый» («Баркас-4»). В воскресенье 9 июля он повёз вверх по Волге учащихся учкомбината Северной железной дороги, работников службы эксплуатации станции Ярославль, учащихся фабрично-заводского училища Ярославского паровозоремонтного завода, направлявшихся на прополку колхозных полей; а также отдыхающих, в том числе около 30 детей. Судну и его капитану было важно перевыполнить план перевозки пассажиров и сэкономить топливо, в связи с чем на вмещающий по документам 120 человек «Четвёртый» погрузили более трёхсот пассажиров (точная цифра не была установлена, так как продажа билетов происходила на палубе), при этом немало желающих не поместилось. Капитан Андреев доверил управление помощнику Курапову, а сам ушёл домой.
Сразу после отхода от причала появился опасный крен. Вода начала захлёстывать иллюминаторы. Среди пассажиров началась паника, но помощник капитана не внял просьбам о возвращении к пристани. Люди стали бросаться в воду. Судно резко накренилось, мгновенно перевернулось и затонуло. На этот момент до берега было около ста метров, а глубина достигала 3—4 метров. Находившиеся в трюме погибли почти все; много погибших было и из тех, кто был на палубе — люди беспорядочно цеплялись друг за друга, утягивая на дно.
Проходивший мимо  пароход «Ванцетти» не оказал никакой помощи, то ли от растерянности команды, то ли от того, что просто никто не понял, что произошло. В городе не было средств для спасения, водолазов. Собравшиеся у Волги люди ныряли за тонущими, вытаскивали их на берег. В первый день в реке нашли 46 утонувших, в последующие дни было найдено ещё 52 человека. Дежурные посты вылавливали трупы за десять километров ниже по течению.

## Разбирательство
Пресса молчала о трагедии до 18 июля, причём с 14 июля единственная газета области «Северный рабочий» «подготавливала читателей», давая «разоблачительные» публикации о бардаке в Ярославском речном порту. Уголовное дело рассматривала выездная сессия Верховного суда, проходившая в здании Волковского театра. На открытый процесс были допущены только избранные передовики производства.
Постановление суда транслировали через выведенные на площадь Волкова репродукторы. В отчёте о расследовании предпосылками катастрофы были названы: «Совершенно неудовлетворительное состояние работы Ярославского порта, доходящее до развала… Преступное невыполнение основных правил посадки пассажиров на судно и порядка в пути следования, недопустимо слабое состояние труддисциплины среди команд судов, расхлябанность хозяйственного руководства.» Официальная причина затопления — перегруз судна. Капитан Андреев был приговорён к расстрелу, помощник капитана Курапов — к десяти годам лишения свободы «со строжайшей изоляцией», ответственный за погрузку учащихся — к шести месяцам исправительных работ с вычетом 15 % зарплаты, различные сроки наказания получили ещё 8 человек, в том числе начальник пристани Трушин и капитан «Ванцетти» Баландин. Отмечается, что процесс был формальный, а вся вина с несовершенной системы речных перевозок была переложена на конкретных людей.

## Память
Через несколько лет после трагедии на братской могиле 46-ти человек на кладбище на Туговой горе был установлен памятник-пирамида с фамилиями погребённых. С начала 1990-х годов справляются панихиды. Ярославский электровозоремонтный завод в 2007 году к 750-летию битвы на Туговой горе отреставрировал монумент, находившийся до этого в плачевном состоянии; однако не все плиты с именами погибших удалось восстановить.